# خورشیدگرفتگی ۹ مه ۲۰۳۲
خورشیدگرفتگی ۹ مه ۲۰۳۲ (به انگلیسی: Solar eclipse of May 9, 2032) یک خورشیدگرفتگی از نوع خورشیدگرفتگی حلقه‌ای است. این خورشیدگرفتگی در تاریخ ۹ مه ۲۰۳۲ میلادی (‎۲۰ اردیبهشت ۱۴۱۱ خورشیدی) روی خواهد داد که زمان اوج آن، ساعت ۱۳:۲۶:۴۲ به‌وقت ساعت هماهنگ جهانی است. مدت زمان و طول این خورشیدگرفتگی ۰ دقیقه و ۲۲ ثانیه خواهد بود.